# 第3宮古島台風
第3宮古島台風（だい3みやこじまたいふう、昭和43年台風第16号、国際名：デラ / Della ）は、1968年9月に沖縄県宮古島付近を通過して大きな被害を出し、その後鹿児島県に上陸して西日本に大雨をもたらした台風である。宮古島は2年前の1966年に、第2宮古島台風に襲われたばかりであった。

## 概要

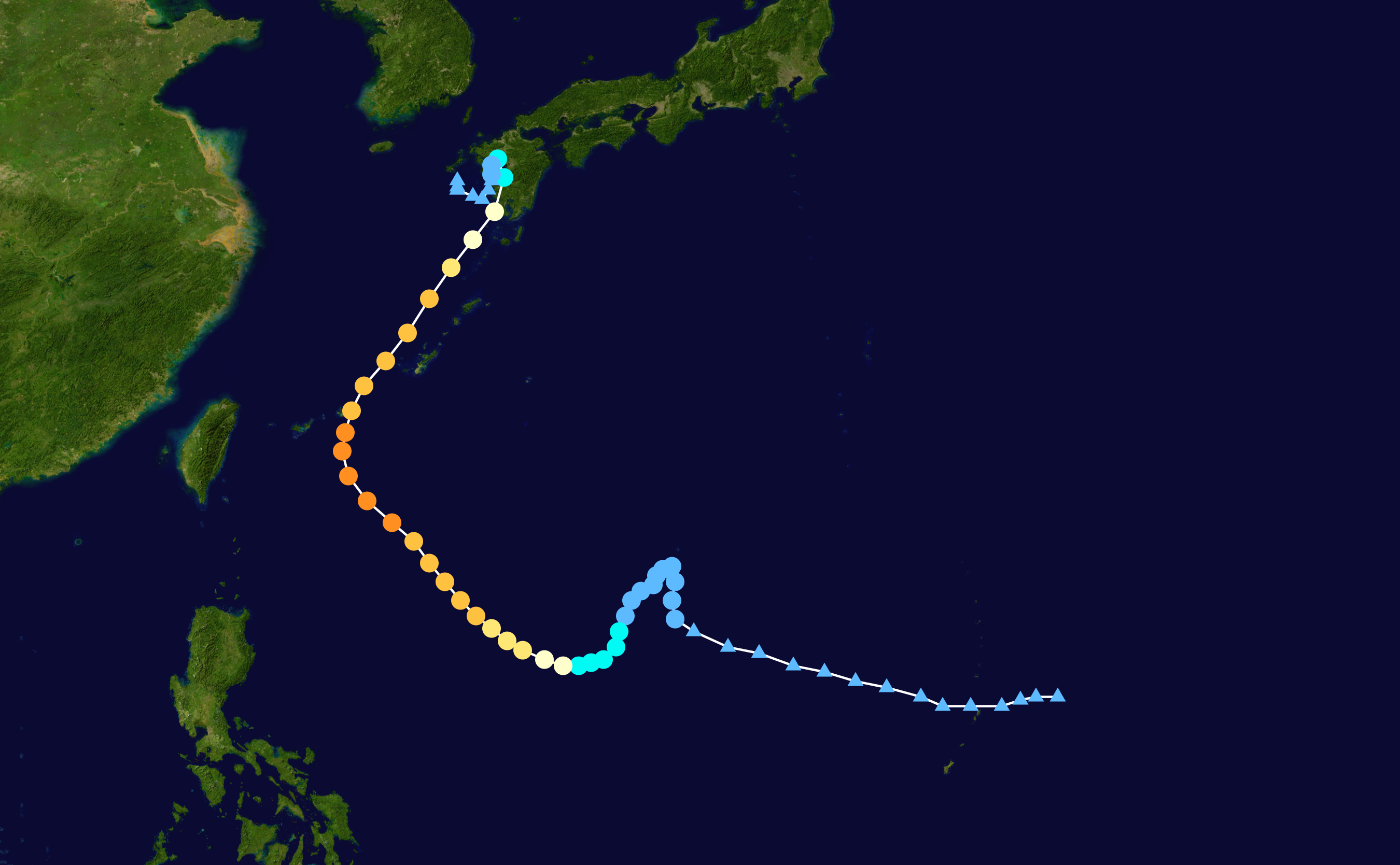
第3宮古島台風の進路図

1968年9月12日3時、サイパン島の東北の海上で熱帯低気圧が発生し、18日に沖ノ鳥島の南南東の海上で台風16号となった。台風は西から北西、北へと進路を変え、22日夜半頃に宮古島付近を通過した。23日、宮古島の南南東約250kmの海上で勢力が最も発達し、中心気圧930hPa、最大風速55m/sとなった。宮古島では最低海面気圧942.5hPaを記録している。その後は南西諸島沿いに進み、24日23時過ぎに鹿児島県串木野市付近に上陸。上陸後は急速に勢力を弱めながら九州の西岸を北上し、佐賀県から長崎県にループ状に進路を変え、25日12時に弱い熱帯低気圧へと変わった。
宮古島（沖縄県平良市）で最大風速54.3m/s（最大瞬間風速79.8m/s）、久米島（沖縄県久米島町）で最大風速43.7m/s（最大瞬間風速62.4m/s）、枕崎（鹿児島県枕崎市）で最大風速37.5m/s（最大瞬間風速50.1m/s）をそれぞれ観測するなど、台風の影響で暴風が吹いた。宮古島で観測された最大瞬間風速79.8m/sは、日本の観測史上3位の記録である。また、台風の北上に伴って西日本の南海上にあった前線の活動が活発化し（停滞前線の活動は台風が衰えた後も活発であった）、23日から27日にかけて九州東部や四国南部、紀伊半島南部で記録的な大雨となり、尾鷲（三重県尾鷲市）では日降水量が806.0mmに達し、従来の記録である684mm（1945年6月6日）を更新した。宮古島では暴風によって、住家や農作物に大きな被害が出た。鹿児島県では塩風や高潮による被害が大きかった。また西日本の太平洋側では、大雨による浸水被害も発生した。
宮古島を直撃し大きな被害を出したこの台風について、気象庁は「第3宮古島台風」と命名した。
| 気象庁命名           | 名称               | 国際名  | 年     |
| -------------------- | ------------------ | ------- | ------ |
| 洞爺丸台風           | 昭和29年台風第15号 | Marie   | 1954年 |
| 狩野川台風           | 昭和33年台風第22号 | Ida     | 1958年 |
| 宮古島台風           | 昭和34年台風第14号 | Sarah   | 1959年 |
| 伊勢湾台風           | 昭和34年台風第15号 | Vera    | 1959年 |
| 第2室戸台風          | 昭和36年台風第18号 | Nancy   | 1961年 |
| 第2宮古島台風        | 昭和41年台風第18号 | Cora    | 1966年 |
| 第3宮古島台風        | 昭和43年台風第16号 | Della   | 1968年 |
| 沖永良部台風         | 昭和52年台風第9号  | Babe    | 1977年 |
| 令和元年房総半島台風 | 令和元年台風第15号 | Faxai   | 2019年 |
| 令和元年東日本台風   | 令和元年台風第19号 | Hagibis | 2019年 |

| 順位 | 名称                                 | 国際名  | 最大 瞬間 風速 （m/s） | 風向   | 観測年月日                | 観測地点                    |
| ---- | ------------------------------------ | ------- | ---------------------- | ------ | ------------------------- | --------------------------- |
| 1    | 第2宮古島台風 （昭和41年台風第18号） | Cora    | 85.3                   | 北東   | 1966年（昭和41年）9月5日  | 宮古島 （沖縄・気象官署）   |
| 2    | 第2室戸台風 （昭和36年台風第18号）   | Nancy   | 84.5                   | 西南西 | 1961年（昭和36年）9月16日 | 室戸岬 （高知・気象官署）   |
| 3    | 平成27年台風第21号                   | Dujuan  | 81.1                   | 南東   | 2015年（平成27年）9月28日 | 与那国島 （沖縄・気象官署） |
| 4    | 第3宮古島台風 （昭和43年台風第16号） | Della   | 79.8                   | 北東   | 1968年（昭和43年）9月22日 | 宮古島 （沖縄・気象官署）   |
| 5    | 昭和45年台風第9号                    | Wilda   | 78.9                   | 東南東 | 1970年（昭和45年）8月13日 | 名瀬 （鹿児島・気象官署）   |
| 6    | 昭和40年台風第23号                   | Shirley | 77.1                   | 西南西 | 1965年（昭和40年）9月10日 | 室戸岬 （高知・気象官署）   |
| 7    | 枕崎台風 （昭和20年台風第16号）      | Ida     | 75.5                   | 南南東 | 1945年（昭和20年）9月17日 | 細島 （宮崎・燈台）         |
| 8    | 平成15年台風第14号                   | Maemi   | 74.1                   | 北     | 2003年（平成15年）9月11日 | 宮古島 （沖縄・気象官署）   |
| 9    | 昭和31年台風第12号                   | Emma    | 73.6                   | 南     | 1956年（昭和31年）9月8日  | 那覇 （沖縄・気象官署）     |
| 10   | 昭和39年台風第20号                   | Wilda   | > 72.3                 | 西     | 1964年（昭和39年）9月25日 | 宇和島 （愛媛・気象官署）   |

## 被害状況
- 死者 - 11名、負傷者 - 80名
- 住家損壊 - 5,715棟
- 住家浸水 - 15,322棟
- 耕地被害 - 2,747ha
- 船舶被害 - 85隻